# 芝本武夫
芝本 武夫（しばもと たけお、1905年4月25日 - 1992年9月30日）は、日本の林学者。学位は、農学博士（東京大学・論文博士・1952年）（学位論文「スギ、ヒノキ、アカマツの栄養並びに森林土壤の肥沃度に関する研究」）。東京帝国大学教授などを経て、東京大学名誉教授。

## 略歴
広島県賀茂郡下見村（現東広島市）出身。旧姓・重藤。今宮中学校卒、第五高等学校卒、1928年東京帝国大学農学部林学科卒、農林省林業試験場勤務、1936年東京高等農林学校教授、1941年東京帝国大学農学部助教授、1946年教授、1949年東京大学教授。1952年「スギ、ヒノキ、アカマツの栄養並びに森林土壤の肥沃度に関する研究」で東京大学より農学博士の学位を取得。1966年定年退官、名誉教授、東京農業大学教授。1976年退職。

## 著書
- 『森林土壌学』朝倉書店 造林学全書 1949
- 『スギ,ヒノキ,アカマツの栄養並びに森林土壌の肥沃度に関する研究』林野庁 1952
- 『森林土壌』朝倉書店 林学講座 1955
- 『林地肥培の理論と実際』森林資源総合対策協議会グリーン・エージ編集室 1961
- 『森林の土壌と肥培』農林出版 1977

### 共著
- 『地學概論』小林貞一,鈴木尚,木村健二郎,津屋弘逵,須藤俊男,萩原尊礼,今井秀喜,辻村太郎, 三土知芳, 高井冬二,松澤勳共著 朝倉書店 1949
- 『木材炭化』栗山旭共著 朝倉書店 林学講座 1952

## 論文
- 明永久次郎, 芝本武夫「尾鷲地方に於ける扁柏林の施業上注意すべき土讓要素に就て」『林學會雑誌』第15巻第9号、日本森林学会、1933年、733-740頁、doi:10.4005/jjfs1919.15.733、NAID 130003957106。
- 芝本武夫「○土壤腐植に關する研究(4.森林土壤)」『日本林學會誌』第20巻第3号、日本森林学会、1938年3月、136-137頁、ISSN 0021485X、NAID 110002835331。
- 芝本武夫「○土壤粘土酸の化學當量に就て(3. 森林土壤)」『日本林學會誌』第20巻第6号、日本森林学会、1938年6月、368頁、ISSN 0021485X、NAID 110002835418。
- 芝本武夫「春日井氏水稻用水耕液の反應がヒノキ及びアカマツ苗木の生育に及ぼす影響」『日本林學會誌』第25巻第7号、日本森林学会、1943年、338-345頁、doi:10.11519/jjfs1934.25.7_338、ISSN 0021-485X、NAID 130007320223。
- 芝本武夫「河北省に於ける二三造林地の土壌性質に就て」『日本林學會誌』第25巻第6号、日本森林学会、1943年、261-269頁、doi:10.11519/jjfs1934.25.6_261、ISSN 0021-485X、NAID 130007320318。
- 芝本武夫, 栗山旭「木材炭化に關する研究(第1報)」『日本林學會誌』第32巻第2号、日本森林学会、1950年、43-46頁、doi:10.11519/jjfs1934.32.43、ISSN 0021-485X、NAID 130003577260。
- 芝本武夫, 中島幸雄「秩父演習林の天然林土壌に就いて」『演習林』第8号、東京大学大学院農学生命科学研究科附属演習林、1951年、57-65頁、doi:10.15083/00026451、ISSN 04934326、NAID 120001092630。
- 芝本武夫, 南享二, 田島俊雄「ツガサルノコシカケの子実体の成分研究 (第1報)」『日本林學會誌』第34巻第12号、日本森林学会、1952年、390-392頁、doi:10.11519/jjfs1934.34.12_390、ISSN 0021-485X、NAID 130003577399。
- 芝本武夫, 南享二, 児玉忠雄「木材炭化に関する研究(第10報)」『日本林學會誌』第34巻第3号、日本森林学会、1952年、77-82頁、doi:10.11519/jjfs1934.34.77、ISSN 0021-485X、NAID 130007318670。
- 芝本武夫, 南享二, 桝谷友厚, 久保田澄子「北海道産カバ類樹皮の組成」『東京大学農学部演習林報告』第44号、東京大学大学院農学生命科学研究科附属演習林、1953年3月、201-204頁、ISSN 03716007、NAID 120001093128。
- 芝本武夫, 井上嘉幸「モウソウチク材の性質に関する研究-1-」『東京大学農学部演習林報告』第47号、東京大学大学院農学生命科学研究科附属演習林、1954年11月、ISSN 03716007、NAID 120001093168。
- 芝本武夫, 井上嘉幸「モウソウチク材の腐朽およびカビ発生防止処理に関する研究」『演習林』第10号、東京大学大学院農学生命科学研究科附属演習林、1955年1月、doi:10.15083/00026429、ISSN 04934326、NAID 120001092650。
- 芝本武夫, 庄司隆治「防腐木材の効力試験法に関する研究-予-」『演習林』第11号、東京大学大学院農学生命科学研究科附属演習林、1956年7月、doi:10.15083/00026421、ISSN 04934326、NAID 120001092668。
- 芝本武夫, 中沢春治「アカマツ稚苗の成長にともなう無機栄養分の吸収について」『日本林學會誌』第40巻第9号、THE JAPANESE FORESTRY SOCIETY、1958年、383-390頁、ISSN 0021-485X、NAID 130003427536。
- 芝本武夫, 中沢春治「尿素の葉面散布に関する研究(第2報):スギ苗の尿素葉面吸収について」『日本林學會誌』第42巻第11号、日本森林学会、1960年、392-394頁、doi:10.11519/jjfs1953.42.11_392、ISSN 0021-485X、NAID 130007318622。
- 芝本武夫, 田島俊雄, 大塚健二「数種の精油成分の木材腐朽菌に対する抗菌性」『日本林學會誌』第43巻第3号、THE JAPANESE FORESTRY SOCIETY、1961年、87-90頁、ISSN 0021-485X、NAID 130003578100。
- 芝本武夫「森林資源と木材防腐」『木材保存』第1979巻第13号、日本木材保存協会、1979年、8-13頁、doi:10.5990/jwpa.1979.8、ISSN 0287-9255、NAID 130000868076。